# Joseph Prestwich
Sir Joseph Prestwich (Clapham, 12 de març de 1812 - Shoreham, 23 de juny de 1896) va ser un geòleg i empresari britànic, conegut com a expert en el període terciari i per haver confirmat les troballes de Boucher de Perthes d'eines antigues de sílex als llits de grava de la vall de Somme.

## Biografia
Joseph Prestwich va néixer a Clapham, un barri del districte londinenc de Lambeth. Es va educar a París i Reading abans d'entrar al University College de Londres, on va estudiar química i filosofia natural. Mentre era estudiant, va fundar l'efímera Societat Zetetical. L'any 1830 va començar a treballar al negoci familiar dedicat al vi. Aquesta feina el va obligar a viatjar per tot el Regne Unit i també a l'estranger, a França i Bèlgica. Fou en el transcurs d'aquests viatges que va fer moltes observacions geològiques. Es va convertir en membre de la Societat Geològica el 1833 i hi va publicar el seu primer article dos anys més tard. Les seves memòries de 1836 sobre la geologia de Coalbrookdale, basades en observacions fetes durant el 1831 i 1832, van establir la seva reputació com a geòleg.

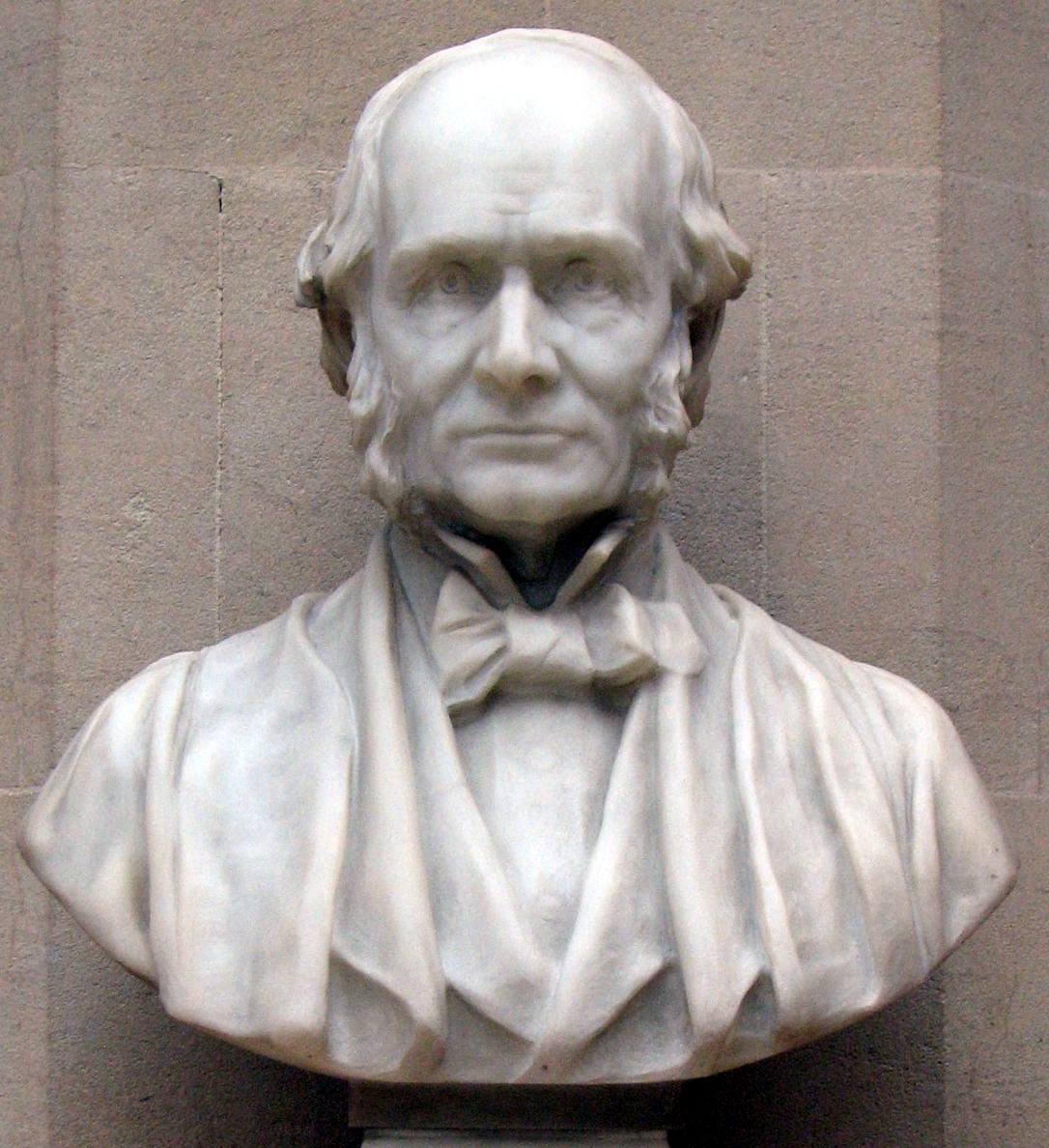
Bust de Prestwick exposat al Museu de la Universitat d'Oxford.

A partir de 1846 la seva atenció es va centrar en els dipòsits terciaris de la conca de Londres, que posteriorment va classificar i després va correlacionar amb els jaciments terciaris d'Anglaterra, França i Bèlgica. El 1858 Hugh Falconer va convèncer Prestwich de visitar Abbeville, on Boucher de Perthes havia afirmat haver-hi trobat eines de sílex als dipòsits de grava de la vall del Somme, establint així l'antiguitat humana. En companyia de John Evans, Prestwich va visitar els llits de grava de St Acheul i va confirmar les observacions de Boucher de Perthes. L'informe de Prestwich sobre la qüestió es va publicar a la revistes Proceedings of the Royal Society per a 1859-1860. Algunes autoritats afirmen que aquesta publicació marca el naixement de l'arqueologia científica moderna.
A finals de la dècada de 1860, Prestwich va servir a la Royal Coal Commission i a la Royal Commission on the Metropolitan Water Supply. El 1870–1872 va ser president de la Societat Geològica. El 1874 va ser nomenat catedràtic de geologia de la Universitat d'Oxford. Aquí va produir en dos volums l'obra Geology, Chemical and Physical, Stratigraphical and Palaeontologica. El 1888 es va retirar d'Oxford a Shoreham al comtat de Kent, on va continuar treballant fins a la seva mort el 1896. Prestwich va ser escollit Membre de la Royal Society el 1853 i va rebre la seva medalla reial el 1865. Va rebre una medalla Telford per un article titulat "On the Geological Conditions affecting the Construction of a Tunnel between England and France”, el 1873. Va ser elegit com a membre de l'American Philosophical Society el 1869. Va ser nomenat cavaller el 1896.
Es va casar amb Grace Anne McCall, la neboda del doctor Hugh Falconer, el 1870.